# Première République (Syrie)
Pour les articles homonymes, voir Première République et République syrienne.
1930–1950
La Première République, officiellement la République syrienne (arabe : الجمهورية السورية (al-Jumhūrīyah as-Sūrīyah)), a été créée en Syrie en 1930 en tant que composante du mandat français sur la Syrie et le Liban, succédant à l'État de Syrie. Un traité d'indépendance a été conclu en 1936 pour accorder l'indépendance à la Syrie et mettre fin à la domination française officielle, mais le Parlement français a refusé d'accepter le traité. De 1940 à 1941, la République syrienne était sous le contrôle du régime de Vichy et, après l'invasion alliée en 1941, elle suivit progressivement le chemin de l'indépendance. La proclamation de l'indépendance a eu lieu en 1944, mais ce n'est qu'en octobre 1945 que la République syrienne a été reconnue de jure par les Nations Unies ; il devient de facto un État souverain le 17 avril 1946, avec le retrait des troupes françaises. La Deuxième République syrienne lui succéda après l'adoption d'une nouvelle constitution le 5 septembre 1950.

## Arrière-plan
Le 23 décembre 1925, Henri de Jouvenel est nommé haut-commissaire français pour la Syrie, et le 28 avril 1926, le haut-commissaire nomme Ahmad Nami Premier ministre et chef de l'État, qui forme un gouvernement composé de six ministres, dont trois nationalistes., et il a été convenu avec le Haut-Commissaire français sur l'agenda de travail du gouvernement de faire connaître les dix points, les points les plus importants étaient :
- Élection de l'assemblée constituante.
- Remplacement du mandat par un traité entre la Syrie et la France pour une durée de trente ans qui sauvegarderait les droits, devoirs et intérêts des deux parties d'une manière identique à l'accord entre l'Irak et la Grande-Bretagne.
- Achèvement de l’unité syrienne.
- Création d'une armée nationale pour que les troupes françaises puissent se retirer progressivement du territoire syrien.
- Aide de la France à l'admission de la Syrie à la Société des Nations.
- Une amnistie générale pour tous les crimes politiques, notamment ceux liés à la grande révolution.

Les trois gouvernements formés par Ahmed Nami entre mai 1926 et février 1928 ne parvinrent pas à réaliser leur agenda. Le remplacement du haut-commissaire Henri de Jouvenel par Henri Ponsot en septembre 1926 avec un changement d'orientation concernant la question syrienne, et contrairement à l'amnistie générale, les Français arrêtent les trois ministres du gouvernement national en septembre 1926 et les exilent au Liban.
Le Haut-Commissaire français a entamé une série de discussions à Beyrouth avec les principaux dirigeants nationaux syriens Hashim al-Atassi et Ibrahim Hananu sur la future constitution, qui n'ont abouti à aucun accord. Le 15 février 1928, Ahmed Nami démissionne et le Haut-Commissaire nomme Cheikh Taj al-Din al-Hasani comme nouveau chef d'État par intérim.
Le Haut-Commissaire a décrété une amnistie avant les élections, la qualifiant d'amnistie générale mais excluant les accusations liées à la grande révolution et aux principaux dirigeants nationalistes syro-libanais tels que Shukri al-Quwatli, Abdel Rahman Shahbandar, Fawzi Qawukji, Ihsan Jabri (Syrie), Amin Rouhaiaha et Mohamed Shureiki (région Alaouite), Sultan al-Atrash (Jabal al-Druze), ainsi que Shakib Arslan et Shaib Whab (Liban). Les dirigeants de la résistance armée syrienne n’ont donc pas pu participer aux élections.
Les nationalistes ont formé un nouveau groupe politique en préparation des élections qui comprenait l'ancien Parti national, certains membres du Parti populaire et des personnalités indépendantes, dont la plupart sont locales, et s'est appelé le Bloc national, et Hashim al-Atassi a été élu comme son président. Des élections eurent lieu en avril 1928 et 70 membres furent élus, et les résultats ne furent décidés qu'en faveur des nationalistes urbains et des modérés ruraux.
Le projet d’une nouvelle constitution fut discuté par une Assemblée constituante élue en avril 1928, mais le Bloc national indépendantiste obtenant la majorité et insistant sur l’insertion de plusieurs articles « qui ne préservaient pas les prérogatives du pouvoir mandataire ».
L'Assemblée constituante s'est réunie le 9 mai 1928 dans les locaux du gouvernement et a élu à l'unanimité M. Hashem al-Atassi comme président, et à l'arrivée d'Henri Ponsott, haut-commissaire, et de Taj al-Din al-Hasani, le Premier ministre et ses ministres. L'Assemblée constituante commença à réciter les articles de la Constitution, puis la séance fut suspendue jusqu'au 11 août 1928, date à laquelle la séance fut rouverte en présence du Haut-Commissaire, du Premier Ministre et de ses ministres, après du reste les articles de la constitution ont été récités et, après un vote sur l'ensemble de celle-ci, approuvés par l'Assemblée constituante pour l'ensemble de ses 115 articles, dont les six articles (2, 72, 73, 75, 110, 112 et beaucoup font référence aux autorités de la Président et l'armée), ce que les hommes au pouvoir attendaient pour l'abolition de la constitution, en raison d'une incohérence avec le système de mandat.
Le Haut Commissaire s'est retiré de la séance, en colère et suivi par le Premier Ministre et les ministres, et a pris la décision de reporter la convocation de l'Assemblée constituante pour une période de trois mois, espérant qu'un accord pourrait être trouvé sur les six articles de l'Assemblée constituante. Constitution qui contredisait la politique du mandat et l'ajournement des négociations s'ont répétés sans succès. Puis, lorsque l'Assemblée constituante ouvre sa séance le 5 février 1929, le chef de la division politique de la Haute-Commission les surprend et lit aux députés le mémorandum de la Haute-Commission contenant la suppression des six articles qui s'opposaient à la politique de le mandat et a déclaré la suspension de l’Assemblée constituante pour une durée indéterminée.

## Mandat de la République syrienne (1930-1946)

### La première constitution syrienne

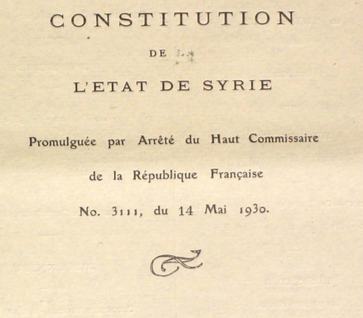
Page de titre de la "Constitution de l'État syrien" de 1930.

Le 14 mai 1930, le haut-commissaire français promulgue une constitution pour l'État syrien. Le 22 mai 1930, l'État de Syrie est déclaré République syrienne et une nouvelle Constitution syrienne est promulguée par le Haut-Commissaire français en même temps que la Constitution libanaise, le Règlement du Sandjak d'Alexandrette, le Statut du Gouvernement alaouite, le Statut de l’État de Jabal Druze. Un nouveau drapeau a également été mentionné dans cette constitution :
Le drapeau syrien serait composé comme suit, la longueur serait le double de la hauteur. Il doit contenir trois bandes de dimensions égales, la bande supérieure étant verte, la bande centrale blanche et la bande inférieure noire. La partie blanche aurait trois étoiles rouges alignées, avec cinq pointes chacune,
Les 20 décembre 1931 et 4 janvier 1932 eurent lieu les premières élections sous la nouvelle constitution, en vertu d'une loi électorale qui prévoyait « la représentation des minorités religieuses », comme l'impose l'article 37 de la constitution. Le Bloc national était minoritaire au sein de la nouvelle Chambre des députés, avec seulement 16 députés sur 70, en raison d'une intense fraude électorale de la part des autorités françaises. Parmi les députés figuraient également trois membres du parti nationaliste kurde syrien Xoybûn (Khoyboun), Khalil bei Ibn Ibrahim Pacha (province d'Al-Jazira), Mustafá bei Ibn Shahin (Jarabulus) et Hassan Aouni (Kurd Dagh). À la fin de l'année, du 30 mars au 6 avril, ont eu lieu des « élections supplémentaires ». Le 11 juin 1932, la Chambre des députés syrienne élit Muhammad 'Ali Bay al-'Abid comme président et l' État syrien fut rebaptisé République syrienne en juillet 1932.
En 1933, la France a tenté d’imposer un traité d’indépendance fortement biaisé en sa faveur. Il promet une indépendance progressive, mais maintient les montagnes syriennes sous contrôle français. Le chef de l'État syrien de l'époque était une marionnette française, Muhammad Ali Bay al-'Abid. Une opposition farouche à ce traité a été menée par le nationaliste et parlementaire Hashim al-Atassi, qui a appelé à une grève de 60 jours en signe de protestation. La coalition politique d'Atassi, le Bloc National, a mobilisé un soutien populaire massif pour son appel. Il y a eu des émeutes et des manifestations et l’économie s’est arrêtée.

### Traité d'indépendance franco-syrien et Sandjak d'Alexandrette

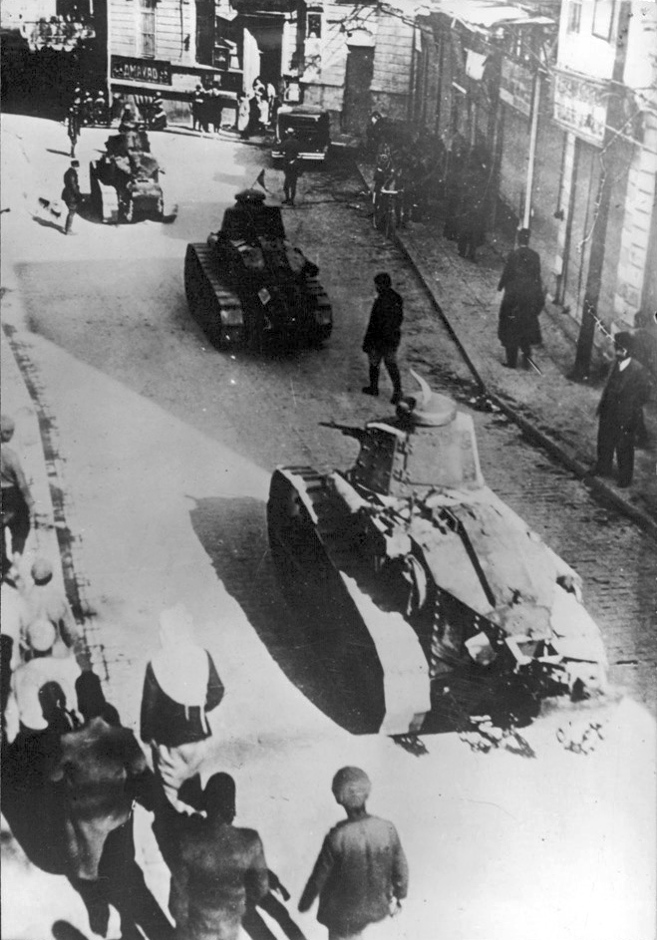
Une colonne de chars vichystes Renault FT traverse les rues de Damas en juin 1941.

Après des négociations en mars avec Damien de Martel, le haut-commissaire français en Syrie, Hashim al-Atassi s'est rendu à Paris à la tête d'une délégation de haut rang du Bloc national. Le nouveau gouvernement français dirigé par le Front populaire, formé en juin 1936 après les élections d'avril-mai, accepta de reconnaître le Bloc national comme l'unique représentant légitime du peuple syrien et invita al-Atassi aux négociations d'indépendance. Le traité qui en a résulté appelait à la reconnaissance immédiate de l'indépendance de la Syrie en tant que république souveraine, avec une émancipation complète accordée progressivement sur une période de 25 ans.
En 1936, le Traité d'indépendance franco-syrien est signé, traité qui ne sera pas ratifié par le législateur français. Cependant, le traité permettait à Jabal al-Druze, à la région alaouite (maintenant appelée Lattaquié) et à Alexandrette d'être incorporées à la République syrienne dans les deux années suivantes. Le Grand Liban (actuellement la République du Liban) était le seul État à ne pas rejoindre la République syrienne. Hashim al-Atassi, qui fut Premier ministre pendant le bref règne du roi Fayçal (1918-1920), fut le premier président à être élu en vertu d'une nouvelle constitution adoptée après le traité d'indépendance.
Le traité garantissait l'incorporation des régions druzes et alaouites auparavant autonomes à la Grande Syrie, mais pas au Liban, avec lequel la France a signé un traité similaire en novembre. Le traité promettait également une réduction de l’intervention française dans les affaires intérieures syriennes, ainsi qu’une réduction des troupes, du personnel et des bases militaires françaises en Syrie. En échange, la Syrie s'est engagée à soutenir la France en temps de guerre, y compris dans l'utilisation de son espace aérien, et à permettre à la France de maintenir deux bases militaires sur le territoire syrien. D'autres dispositions politiques, économiques et culturelles ont été incluses.
Atassi rentre triomphalement en Syrie le 27 septembre 1936 et est élu président de la République en novembre.
En septembre 1938, la France sépara le Sandjak syrien d'Alexandrette, bien que son territoire soit garanti comme faisant partie de la Syrie dans le traité, et le transforma en l'État de Hatay, qui rejoignit la Turquie en juin 1939. La Syrie n'a pas reconnu l'incorporation de Hatay à la Turquie et la question reste controversée à ce jour.
La menace émergente de l'Allemagne nazie faisait craindre d’être débordée par elle si la France abandonnait ses colonies au Moyen-Orient. Ceci, associé aux tendances impérialistes persistantes à certains niveaux du gouvernement français, a conduit la France à reconsidérer ses promesses et à refuser de ratifier le traité. Des émeutes éclatèrent à nouveau, Atassi démissionna et l'indépendance syrienne fut retardée jusqu'après la Seconde Guerre mondiale.

### Seconde Guerre mondiale et indépendance

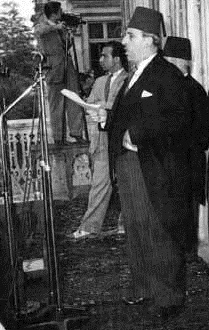
Le président syrien Shukri al-Quwatli déclarant l'indépendance de la Syrie de la France le 17 avril 1946.

Avec la chute de la France en 1940 pendant la Seconde Guerre mondiale, la Syrie passa sous le contrôle du gouvernement de Vichy jusqu'à ce que les Britanniques et les Français libres envahissent et occupent le pays en juillet 1941. La Syrie a de nouveau proclamé son indépendance en 1941, mais ce n'est que le 1er janvier 1944 qu'elle a été reconnue comme république indépendante.
Dans les années 1940, la Grande-Bretagne a secrètement préconisé la création d’un Grand État syrien qui accorderait à la Grande-Bretagne un statut préférentiel en matière militaire, économique et culturelle, en échange de la fin complète des ambitions juives en Palestine. La France et les États-Unis se sont opposés à l’hégémonie britannique dans la région, ce qui a finalement conduit à la création d’Israël.
Le 27 septembre 1941, la France libre proclame, en vertu et dans le cadre du Mandat, l'indépendance et la souveraineté de l'État syrien. La proclamation indique que "l'indépendance et la souveraineté de la Syrie et du Liban n'affecteront pas le statut juridique résultant de l'acte de Mandat". En effet, cette situation ne pourrait être modifiée qu'avec l'accord du Conseil de la Société des Nations, avec le consentement du gouvernement des États-Unis, signataire de la Convention franco-américaine du 4 avril 1924, et seulement après la conclusion entre le Gouvernement français et les gouvernements syrien et libanais des traités dûment ratifiés conformément aux lois de la République française.
Benqt Broms a déclaré qu'il était important de noter que plusieurs membres fondateurs des Nations Unies dont le statut d'État était incertain au moment de la Conférence de San Francisco et que le gouvernement français considérait toujours la Syrie et le Liban comme des mandats.
Duncan Hall a déclaré : « On peut donc dire que le mandat syrien a pris fin sans aucune action formelle de la part de la Société des Nations ou de son successeur. Le mandat a pris fin par la déclaration de la Puissance mandataire et des nouveaux États eux-mêmes leur indépendance, suivi d'un processus de reconnaissance progressive et inconditionnelle par d'autres puissances, aboutissant à l'admission formelle aux Nations Unies. L'article 78 de la Charte a mis fin au statut de tutelle pour tout État membre : « Le système de tutelle ne s'applique pas aux territoires qu'ils possèdent. devenir membres des Nations Unies, dont les relations seront fondées sur le respect du principe d'égalité souveraine. » Ainsi, lorsque l'ONU a officiellement vu le jour le 24 octobre 1945, à la suite de la ratification de la Charte des Nations unies par les cinq membres permanents. La Syrie et le Liban étant tous deux des États membres fondateurs, le mandat français pour les deux pays a pris fin légalement à cette date et la pleine indépendance a été obtenue.
Le 29 mai 1945, la France bombarde Damas et tente d'arrêter ses dirigeants démocratiquement élus. Alors que les avions français bombardaient la capitale, le Premier ministre Faris al-Khoury était présent à la conférence fondatrice des Nations Unies à San Francisco, présentant la revendication de la Syrie à l'indépendance du mandat français.
L'indépendance syrienne a été obtenue de jure le 24 octobre 1945. La pression continue des groupes nationalistes syriens et la pression britannique obligent les Français à évacuer leurs dernières troupes le 17 avril 1946.

## Première République syrienne indépendante (1946-1950)

### Amendements constitutionnels
La constitution de 1930 a été amendée en 1947. La même année, la Syrie a rejoint le Fonds monétaire international (FMI) et a fixé sa monnaie au dollar américain à 2,191 48 livres = 1 dollar, un taux qui est resté jusqu'en 1961. Les monnaies libanaise et syrienne se sont divisées en 1948.

### Guerre israélo-arabe de 1948 et ses conséquences
La Ligue arabe a échoué lors de la guerre israélo-arabe de 1948. Husni al-Za'im a pris le pouvoir en 1949, mais est décédé plus tard dans l'année. Il fut remplacé par Atassi. Une nouvelle constitution a été rédigée et adoptée en 1950, marquant le début de la Deuxième République syrienne.